# Kings Mountain
Kings Mountain è una città degli Stati Uniti d'America situata nella Carolina del Nord, divisa tra la Contea di Cleveland e la Contea di Gaston.